# Palustriella
Palustriella là một chi rêu trong họ Amblystegiaceae.